# Geolocatie
Geolocatie (ook wel: geolokalisatie, geolocation (Eng.)) is de wetenschap van het bepalen van de daadwerkelijke geografische locatie van een persoon of object. Een website uitgerust met geolocatie-technologie kan de identiteit van een gebruikerachterhalen. Een simpele geolocatie-applicatie kan aan de hand van het IP-adres vrij nauwkeurig bepalen in welk land en regio de gebruiker zich bevindt. Er zijn meer geavanceerde dienstverleners die heel precieze geolocatiediensten aanbieden.
De term geolocatie wordt ook gebruikt voor het bepalen van de locatie en tijdsstip waarop een afbeelding of filmpje gemaakt werd. Dit kan gebeuren op basis van 'metadata' of op basis van de informatie die op de foto zichtbaar is (gebouwen, sterrebeelden, heuvels, etc).

## Redenen

### Wetgeving
Tegenwoordig worden steeds meer banken en verkopers van software en andere bedrijven door wetgeving, onder meer in de VS en Europa, ertoe bewogen om hun klanten voldoende duidelijk te identificeren. Deze wetten zijn ontworpen om het witwassen van geld tegen te gaan, om handel met terroristische organisaties of naties, die bijvoorbeeld een handelsverbod hebben, te voorkomen. Door na te gaan waar online bezoekers zich daadwerkelijk bevinden, kan geolocatie banken beschermen tegen het tegen de regels in overmaken van geld naar terroristische groepen. Het helpt softwareverkopers te voorkomen dat hun software wordt gedownload vanuit bijvoorbeeld Iran of China, wat in sommige gevallen tot zware wettelijke maatregelen kan leiden.

### Fraude
Online verkopers en afhandelaars van online betalingsverkeer gebruiken geolocatie om mogelijke creditcardfraude te voorkomen door de locatie van de gebruiker simpelweg te vergelijken met het boekadres van de rekening en/of met het verzendadres dat door de gebruiker wordt opgegeven. Wanneer deze niet overeenkomen (zoals een order geplaatst vanuit Taiwan op een rekeningnummer uit Nederland) is dit een sterke indicatie van mogelijke fraude. Banken kunnen zogenaamde 'phishing'-aanvallen, het witwassen van geld en andere inbreuken op de veiligheid voorkomen door de locatie te bepalen als deel van het authenticatieproces.
Vaak wordt geolocatie als aanvullende beveiligingstechniek gebruikt.
Regeringen, politie en veiligheidsdienst gebruiken geolocatie als een onderzoeksmiddel, om zodoende de gevolgde internetroutes van internetcriminelen te volgen en zo toekomstige aanvallen van dezelfde locatie te voorkomen.

### Geomarketing
Bedrijven en adverteerders die online aanwezig zijn maken veelvuldig gebruik van geolocatiesoftware voor geomarketing om hun klanten te voorzien van gerichte advertenties en website inhoud – webpagina's in eigen taal, prijzen in eigen valuta, kortom alle producten en services gebaseerd op de geografische positie van de bezoeker.

### Regionale licenties
Internet-filmverkopers en online uitzenders van live streaming video van sportevenementen zijn aan regionale licenties gebonden. Door geolocatie te gebruiken zijn zij er zeker van dat er aan de licentie wordt voldaan. Online casino's moeten ook aan dergelijke regels voldoen.